# Dolce casa
Dolce casa è stato un programma televisivo, spin-off di Unomattina estate, andato in onda nel 2014 con la conduzione di Veronica Maya.

## Il programma
Il programma è un rotocalco incentrato sui problemi che interessano la famiglia italiana. La padrona di casa si occuperà di mamme, padri, figli, mariti, ex mariti, suocere, mogli, ex mogli, nuove compagne. E affronterà i problemi che li coinvolgono, analizzando anche i rapporti delle famiglie italiane con la medicina, il lavoro, la scuola dei propri figli, la burocrazia, la casa, gli eventuali mutui per acquistarla. Per fare tutto questo si ricorre ad una sorta di sit-com che, con attori, mette in scena le tematiche di cui si parla di volta in volta.Dopo aver assistito alla parte sceneggiata del problema se ne discute in studio con esperti. La sit-com è in diretta e la famiglia tipo che lancia i problemi di cui discutere è la famiglia Colombo formata dal capofamiglia, il professor Michele, docente di filosofia. la sua seconda moglie, Veronica e i due figli adolescenti Alice e Francesco, nati dal primo matrimonio. Intorno a loro ruota tutto l’universo degli amici e parenti che compaiono in visita portando al centro dell’attenzione i problemi dai quali sono afflitti. Problemi che saranno discussi e affrontati, prima dalla stessa famiglia e successivamente in studio. Da notare che a casa Colombo, spesso possono arrivare anche ospiti Vip. 

## Edizioni
| Edizione | Inizio        | Fine             | Conduttrice   | Telespettatori | Share  |
| -------- | ------------- | ---------------- | ------------- | -------------- | ------ |
| 1ª       | 2 giugno 2014 | 5 settembre 2014 | Veronica Maya | 628.000        | 13,68% |